# مرصد ألغ بك

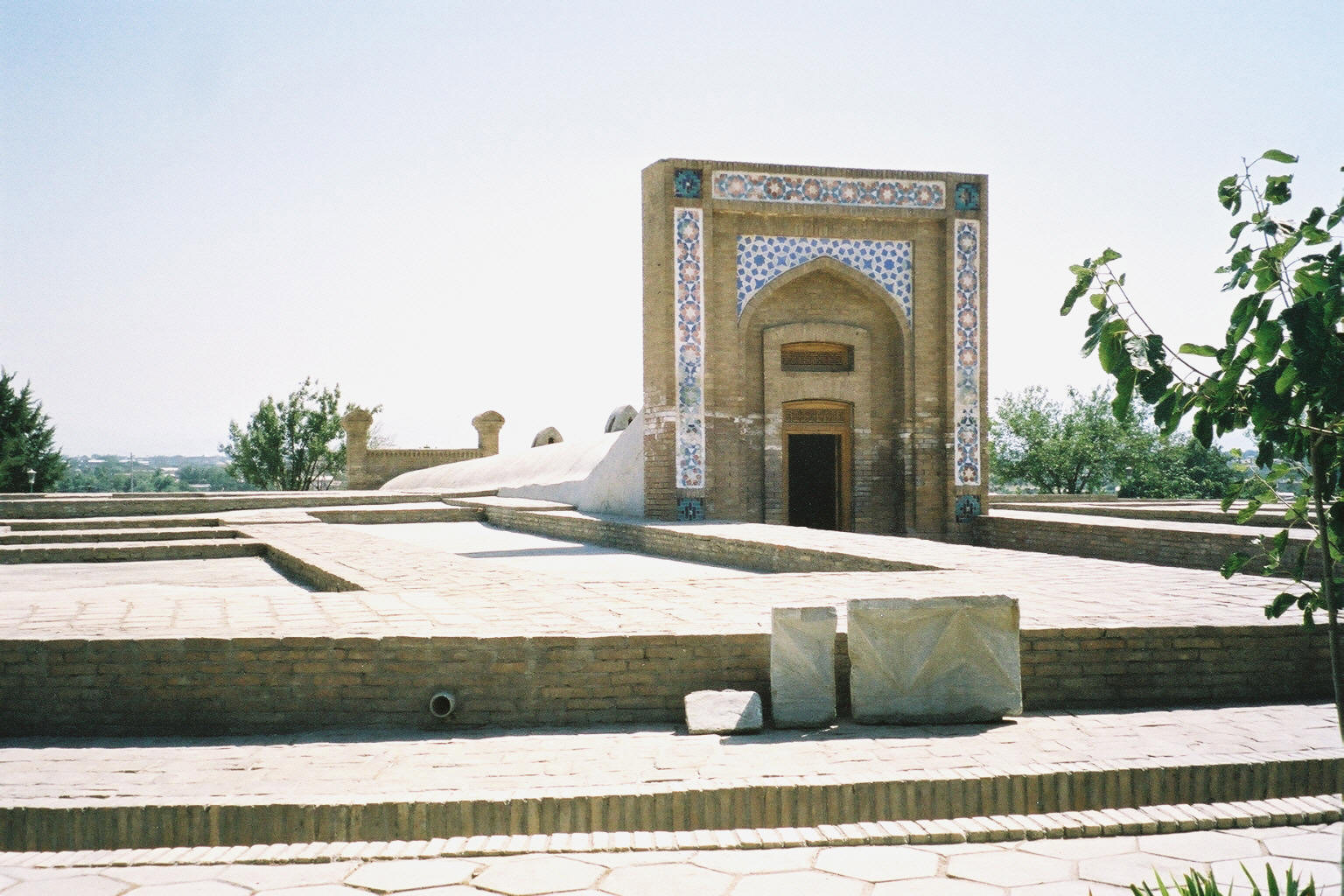
بقايا المرصد .الدائرة في الوسط هي إعادة بنية الدائرة، وبابا الإيوان الخلفية كانت المدخل إلى السدس الكبير.

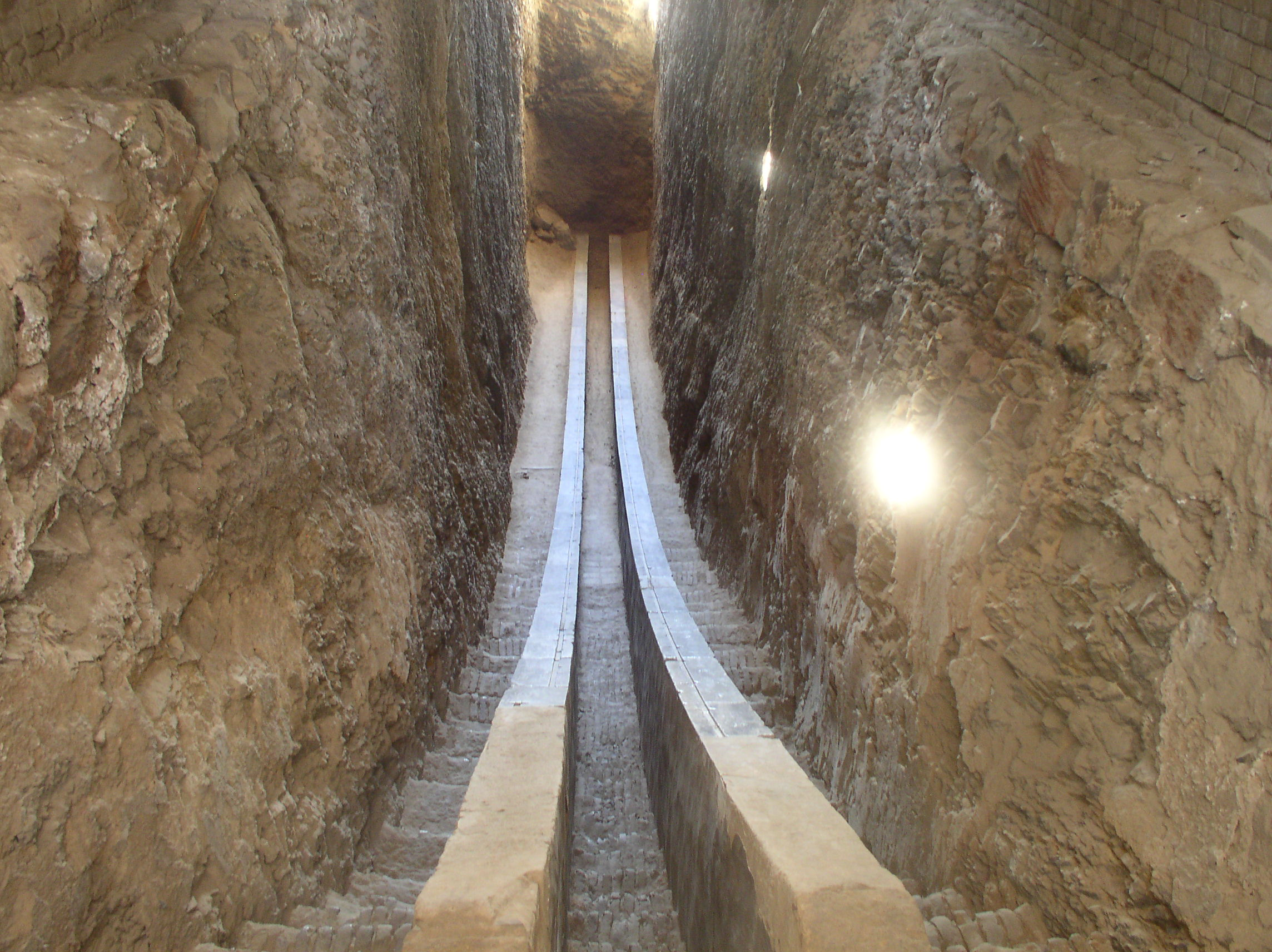
الجزء تحت الأرض من "السدس "

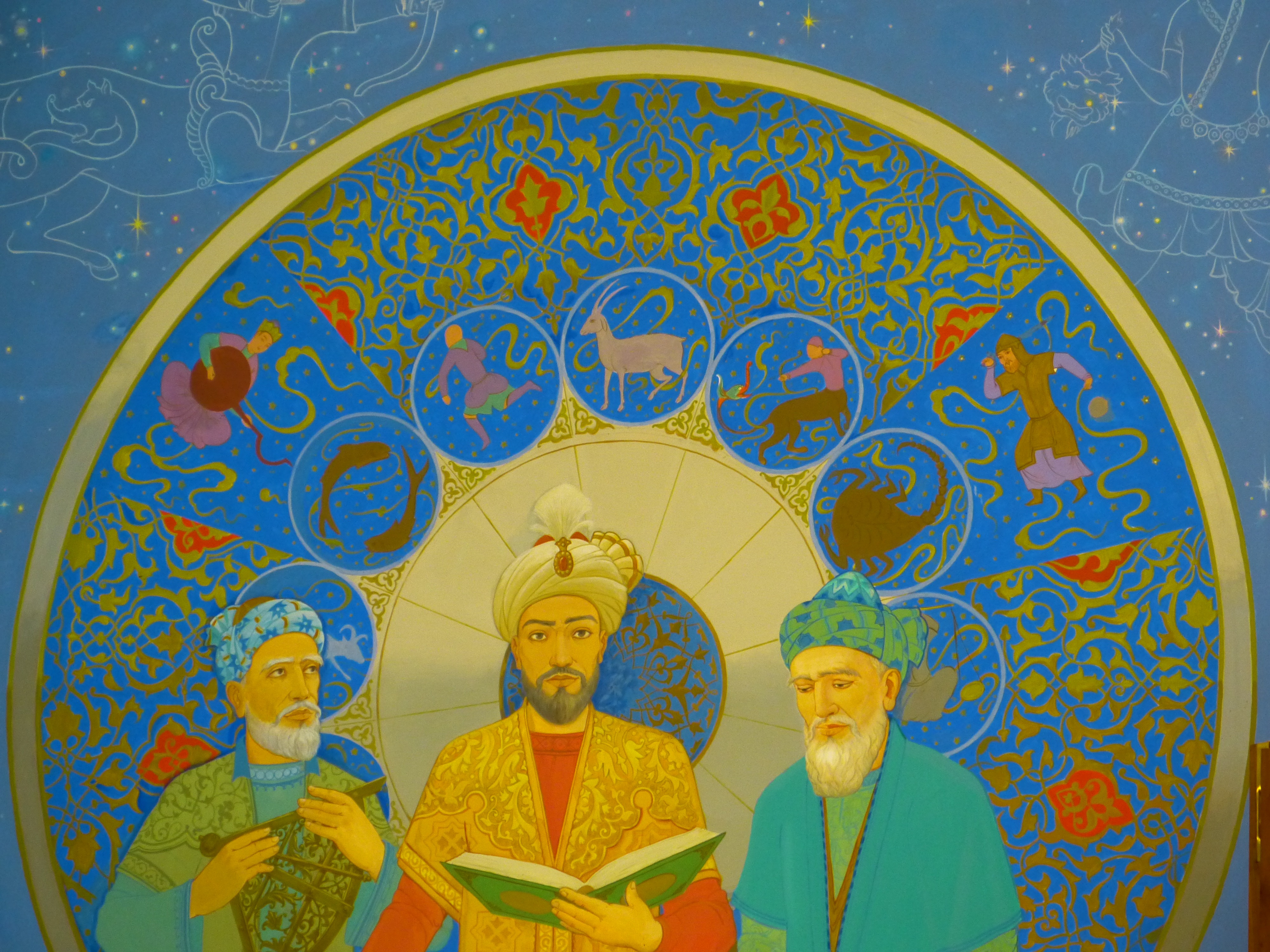
لوحة من المتحف: علماء فلك وصور فلكية

مرصد أُلُغ بك  مرصد قام ببنائه الأمير ألغ بك حفيد تيمورلنك في سمرقند  وهو يبعد عن مدينة سمرقند نحو كيلومترين. لم يبق من هذا المرصد الكبير سوى جزؤه المبني تحت الأرض وملحق به متحف. يعد هذا المرصد من أدق مراصد العالم التي بنيت لتعيين مواعيد الشمس على مدار السنة.
بنى المرصد الأمير ألوك بيك خلال الاعوام 1424 -1428 بغرض رصد الشمس وكان يتبع مدرسة ألوك بيك. وكان مقاما على ثلاثة طوابق مستديرة، يبلغ قطره نحو 46 متر، وارتفاعه نحو 30 متر. ونظرا لأن التلسكوبات لم تكن معروفة في ذلك الوقت للقيام بمشاهدات دقيقة، إلا أن هذا المرصد قام بتحسين دقة الرصد عن طريق تكبير «سكستانت» فخري ليصبح بنصف قطر 36 متر. وحتى ذلك الوقت لم يكن في الدنيا أي مرصد بهذه الدقة.

## استخدامه
بعد مشاهدات عديدة استمرت عدة سنوات استطاع ألوك بيك بواسطة هذا السدس وأعوانه من الفلكيين «الكاشي» و «قاضي زادة» تعيين مسار الشمس (أي زاوية محور الأرض بالنسبة لمسار الشمس) 23° 30' و17″ (وكان تعينهم تعيينا دقيقا لا يختلف على القيمة التي نعرفها حاليا إلا بعدة ثوان للزاوية) وكذلك تعيين السنة الفلكية بأنها 365 يوم و6 ساعات 10 و8 ثوان (تختلف عن القيمة التي نعرفها اليوم بـ58 ثانية فقط).
تلك القيمة هي بالتقريب نفس القيمة التي قام بتعيينها الفلكي الصيني «جو شوجينغ» في عام 1278 بواسطة جهاز «جنومون» ارتفاعه 10 أمتار في مرصد جواشينغ بالقرب من دنجفنغ للسنة الاستوائية، والمعروف تقويمها الصيني بـ«تقويم شو شي». كما قام ألوك بيك بتعيين الحرجة البدارية للأرض.
كتب بحوثه في الرياضيات وفي علم الفلك في كتابه «زيج إي سلطاني». وهو يحتوي على معادلات حساب المثلثات، وطرق المشاهدة، وقوائم عن حركة الكواكب، وبعض من علم التنجيم، وفهرس للنجوم جديد.
وعلى أساس فهرس النجوم الذي وضعه Khagani Zij قام الفلكيون الأوروبيون خلال الأعوام 1420-1437 فهرسا جديدا للنجوم يحوي 1018 من النجوم بالإضافة إلى مواقعهم. منهم 992 نجم رصدوا في سمرقند، وأكمل الفلكيون الأوروبيون فهرسهم بأن أخذوا 26 نجما من فهرس الصوفي.
كان هذا الفهرس الذي يحتوي على 992 نجم رصدوا في سمرقند هو أول فهرس منذ عهد بطليموس وهو يعتمد على القياس الدقيق. وقبل هذا الفهرس كان علماء العرب يعتمدون على الماجست مع بعض التصحيحات. وكانت دقته أحسن من دقة الماجست بنحو 11 ثوان قوسية بالنسبة لخطوط الطول و8 ثوان قوسية لخطوط العرض. كانت نسبة الخطأ في الماجست 58 وبالتالي 37 ثانية قوسية، ولم يتوصل إلى قيم أدق من ذلك سوى ما قام به تيخو براهي الدنماركي في عام.
وبعد أن تعرض ألوك بيك للقتل وتوفاه الله هدم أعداؤه المرصد، ولكن استطاع أحد الفلكيين وهو «علي» المتوفي عام 1474 الهروب إلى تبريز وأنقذ معه نسخة من فهرس النجوم. بعد ذلك قام بالتدريس في جامع حاجة صوفيا بإسطنبول. ومنها وصل الفهرس إلى أوروبا. وفي إسطنبول اتخذ تقي الدين في عام 1575 مرصد أوك بيك كنموذج لبناء المرصد الفلكي للسلطان العثماني مراد الثالث.
وكان مرصد ألوك بيك هو أيضا الأصل النموذجي لخمسة مراصد أنشئت في "جانتار مانتار" الذي أنشأه المهراجا ""جاي سنغ الثاني" في عام 1688 -1943 في نيو دلهي، و"أوجاين" و[[ماتورا" و"فاراناسي" وجايبور. وكان مرصده بارتفاع نحو 27 متر.
لم يبقى من المرصد سوى جزئه تحت الأرض واكتشفه «فاسيلي فياتكين» في عام 1908 وأزاح الأتربة عنه. واكتشف عالم الفلك الروسي «شتشيجلوف» انزياح القارات عن طريق مقارنة نتائجه بنتائج قياسات سدس مرصد الوك بيك القديمة.
وقد أقام «معهد الرصد الفلكي ألوك بيك التابع لأكاديمية أزبيك للعلوم» وجامعة سمرقند بإنشاء مختبر للرصد في سمرقند في عام 2006.

## اقرأ أيضا
- ألغ بك
- تاريخ علم الفلك